# Habenaria robinsonii
Habenaria robinsonii är en orkidéart som beskrevs av Oakes Ames. Habenaria robinsonii ingår i släktet Habenaria och familjen orkidéer. Inga underarter finns listade i Catalogue of Life.